# 국무총리실 민간인 사찰 사건
국무총리실의 민간인 사찰 사건은 2008년 대한민국의 국무총리실 산하 '공직윤리지원관실'이 공무원이 아닌 민간인을 불법적으로 사찰한 사건이다. MBC PD수첩에 보도되면서 사건의 전모가 밝혀지게 되었다.

## 개요
2010년 6월 29일 MBC PD수첩은 영화 식코의 패러디인 쥐코 동영상을 올렸다는 이유로 2008년 당시의 국무총리실의 조사를 받은 김종익 KB 한마음 대표의 이야기를 다루었다. 이 보도를 배경으로 사건이 확장되었다. 국무총리실은 한국노총 간부도 미행한 사실이 드러나면서 사찰 범위에 대한 논란도 불거졌다.
사찰 사실은 청와대에서 사찰을 담당하는 부서인 '민정수석실'이 아닌 고용노사비서실에 보고 되었다는 의혹이 제기되었으며 민정수석실과 이영호 고용노사비서관과의 갈등도 있었던 사실도 드러났다.
경북 포항·영일 출신 중앙부처 5급 이상 공무원들의 모임인 영포회도 개입한 정황이 드러났으며, 권력 다툼으로 비화될 조짐을 보이고 있다. 민주당은 "청와대 개편안을 작성해서 박영준 차장이 청와대 들어오겠다고 하니까 이걸 막자고 하는 것"이라고 주장했다. 하지만 한나라당은 "이번 사건은 권력형 게이트가 아닌 일부 공직자의 잘못된 행동이 부른 개인적 사건"이라고 주장했다. 이후 청와대가 국무총리실에 대포폰을 지급했다는 사실이 드러나고, 검찰이 이를 숨기려 했다는 정황이 드러나면서 야당과 시민단체들의 비판이 거세졌다. 이후 청와대 민정수석실에 보고했다는 사실이 드러나면서 몸통논란이 점점 청와대로 집중되고 있다.
2010년 7월, 수사가 진행되던 가운데 한나라당 남경필과, 정두언, 정태근도 사찰을 받은 정황이 드러나면서 여권 내 권력투쟁에 대한 의혹이 깊어졌다. 이 세 명의 사찰 시점은 이명박의 친형 이상득의 총선 불출마와, 2선 후퇴 등을 요구했던 시점으로 밝혀지면서 영포라인의 개입 의혹이 커지고 있다. 남경필은 CBS 라디오 인터뷰에서 "인사나 권력 사유화에 대한 불만이 친이계에서도 상당했다. 사찰 건이 더 나올 수 있다"며 사건이 더 커질 수 있음을 암시했다. 한편, 친박계에 대한 사찰 사실도 드러났다. 2010년초, 박근혜가 모 종파 스님과 식사 한 뒤 정부 관계자가 스님을 찾아가 박근혜와의 대화 내역을 물어봤다는 것이다. 분열 분위기에 다다른 한나라당 수뇌부는 7월 28일에 있을 재보선에서의 영향력을 우려해 파문 확산을 막기 위해 노력하였다.
민주당은 "여당 의원들도 사찰하는 마당에 야당 의원들에 대한 사찰은 어떻겠느냐"면서 "친노무현 성향의 의원들과, 비서, 비서의 친인척까지 모조리 계좌 추적 등의 수사를 받았다"고 증언했다. 이후 민주당은 박근혜도 사찰당했다는 사실을 폭로했다.
2012년 3월 30일 KBS 새 노조는 2008년부터 2010년까지 3년간 국무총리실 공직윤리지원관실의 공무원, 민간인 사찰내용이 담긴 문건 2619건을 인터넷에 공개했다. 청와대는 전국언론노조 KBS가 폭로한 국무총리실의 사찰 문건 80% 이상이 지난 노무현 정부 시절 작성된 것이라고 주장하며 특검제 도입 주장을 수용했다. 총리실 공직윤리지원관실 직원 김기현의 USB 중 청와대가 "노무현 정부의 사찰 자료 80%"라고 주장한 문건들은 파일 수가 가장 많지만, 경찰이 자기 조직 내에서 자기 조직원들을 상대로 평가하고, 동향 파악한 자료이다. 현 정부가 들어선 이후인 2008년~2010년 만들어진 파일이 담긴 USB에는 민간인 불법사찰로 드러나 형사처벌로 이어진 김종익 KB 한마음 대표 관련 자료를 비롯한 남경필 의원, 박찬숙 전 의원, 김유정 의원에 대한 자료가 있다.

## 일지
- 2010년 6월 29일 PD수첩 <이 정부는 왜 나를 사찰했나?>편 방영
- 2010년 7월 2일 국무총리실이 진상파악 조사에 착수[11]
- 2010년 7월 2일, 이명박은 "조사결과 위법사실이 드러날 경우 관련자에 대해서는 엄중문책할 것"을 지시[12]
- 2010년 7월 5일, 국무총리실이 민간인 사찰 사실을 공식으로 인정하고 검찰에 수사를 의뢰했으며,[13] 총리실이 이번 사건의 핵심 인물인 이인규 총리실 공직윤리지원관과 해당팀의 김모 서기관, 원모 사무관 등 3명을 직위해제[14]
- 2010년 7월 6일, 검찰은 민간인 사찰과 관련된 4명에 대해서 출국 금지 조치[15]
- 2010년 7월 9일, 검찰이 사상 처음으로 국무총리실을 압수수색[16]
- 2010년 7월 10일, 민간인 사찰과 관련된 이인규 공직윤리지원관을 비롯하여 참고인들을 소환 조사[17]
- 2010년 7월 11일, 이영호 청와대 고용노사비서관 사표 제출[18], 이명박이 박영준, 정두언에 대해 경고[19]
- 2010년 7월 23일, 이인규 전 청와대 공직윤리지원관 구속[20]
- 2010년 8월 11일, 서울중앙지검이 이인규 전 공직윤리지원관과 김충곤 전 점검１팀장 등 ３명을 민간인인 김종익 씨를 불법사찰한 혐의로 기소[21]
- 2010년 11월 2일 청와대가 총리실 공직윤리지원관실에 대포폰을 만들어준 사실이 드러남[22]
- 2010년 11월 22일 MBC뉴스가 공직윤리지원관실이 압수수색 1일 전에 증거를 없앴다는 의혹이 드러남[23]
- 2010년 11월 22일 서울신문이 민간인 불법사찰에 관한 108쪽 수첩을 입수 공개하였다.[24]
- 2010년 12월 7일 이석현 의원은 공직윤리지원관실의 민간인 불법사찰에서 휴대폰으로 통한 도청이 이뤄졌음을 시사하는 사실을 발표[25]
- 2012년 3월 8일 민주통합당 "MB정권비리 및 불법비자금 진상조사특별위원회"는 청와대 민간인 불법 사찰 관련 녹취록을 3월 5일부터 3차에 걸쳐 공개하고 기자회견을 열었다.
- 2012년 3월 12일 최종석 전 청와대 행정관과 장진수 전 국무총리실 공직윤리지원관실 주무관의 육성 대화록이 공개되었다. 당시 최종석 청와대 행정관은 국무총리실 장진수 주무관을 만나 "평생을 무슨 일이 있더라도 먹여살려 주겠다"며 법정 진술을 못하도록 은폐를 시도하고 협박을 하였음이 밝혀졌다.[26][27][28]
- 2012년 3월 30일 2012년 3월 30일 KBS 새 노조 2008년부터 2010년까지 3년간 국무총리실 공직윤리지원관실의 공무원, 민간인 사찰내용이 담긴 문건 2619건을 인터넷에 공개[29]

## 각계 반응
민주당은 현 정부의 권력형 게이트 사건으로 규정하고 권력을 사적으로 악용한다며 비판했으며, 검찰도 개입된 만큼 국정조사를 해야 한다고 주장했다. 또한 사건의 몸통에 박영준 국무차장이 있는지, 박영준 차장이 모셨던 이상득 의원인지，그것도 아니면 이명박 대통령인지를 가려내야 한다고 주장했다. 민주당은 또 "라 회장이 차명계좌로 박 회장에게 50억원을 보내는 등 금융실명제법을 위반했지만 영포라인의 비호로 금융당국의 조사가 제대로 이뤄지지 않았다"는 내용도 폭로했다. 자유선진당은 "정부가 전모를 밝혀야하고,
필요하다면 국회차원의 진상조사가 있어야 한다"고 주장했다. 한나라당 이재오 의원도 "민간인 불법 사찰 파문에 연루된 당사자들이 한심하다"고 말하기도 했다. 이러던 와중 친박계 이성헌 의원이 "친이계 내부에서 정두언 의원과 박영준 국무차장 간에 벌어진 암투"라고 강조하자 친이계 정두언은 기자회견을 열어 이번 사건을 "청와대 비선조직의 횡포"와 "측근의 부당한 인사개입"으로 규정하고 "이 년 전에 이 문제를 제기했지만 막지 못했다"고 말했다. 또한 자신이 제보자인 것처럼 암시한 친박계 이성헌의 주장에 대해서도 법적 대응을 하겠다고 밝혔다. 민주당은 "검찰이 총리실의 민간인 사찰 뿐만 아니라 이른바 `영포라인'의 인사개입도 철저히 수사해야 한다"며 공세를 펼치자 한나라당은 공식 논평에서 "의혹을 부풀리면서 특검과 국회 국정조사 요구를 남발하는 것은 이제는 그만두어야 할 구시대적인 정치방식" 이라고 주장했다.
7월 12일 민간인 사찰 사건의 핵심 인물인 이인규 전 공직윤리지원관이 "사찰을 지시한 적이 없고 사찰 내용을세세히 알지도 못했다"면서"제보가 들어왔다는 구두 보고를 하길래그럼 좀 알아보라며 결재해준 것"이라며 자신의 입장을 밝혔다.
보수단체인 뉴라이트전국연합은 "국가 중심기관이 정상적으로 운영되고 있는지 의문을 제기하지 않을 수 없다"고 비판했다. `국민 불법사찰은 반민주적 인권유린이다'는 제목의 논평을 통해 "연일 언론에 등장하는 민간인 불법사찰과 정치인 불법사찰, 도ㆍ감청 의혹에 이르기까지 이 정부가 정말 자유민주정부가 맞는지 의문을 품을 정도"라고 비판했다.

## 수사
민간인 사찰은 '국가공무원법'상 '성실 의무'와 '품위 유지 의무' 위반은 물론, 형법상으로도 직권남용, 강요, 업무방해 등의 불법 행위가 인정될 수 있다고 국무총리실은 밝혔다. 7월 6일 검찰 특별수사팀을 구성하고 조사에 착수했다. 하지만 민주당은 '이영호 비서관과 이명박이 수차례 독대했다'는 점을 들며 현 정권의 어느 기관도 수사를 정상적으로 할 자격이 되지 않는다며 국정조사를 촉구했다. 김종익은 검찰 조사에서 "총리실 직원의 압력이 있었다"고 진술했다. 7월 10일 검찰 조사에서 이인규 전 공직윤리지원관 등 총리실 직원 4명의 집에서 압수한 자료들을 분석한 결과 사찰 정황이 포착되었다.
8월 12일 이인규 전 공직윤리지원관과 김충곤 전 점검１팀장 등 ３명을 민간인 불법 사찰 혐의로 기소했다. 하지만 윗선개입 의혹을 전혀 수사하지 못했다는 점에서 부실수사 논란이 일었다. 컴퓨터 훼손과 서류 파쇄 등 증거 인멸이 검찰의 수사 전에 이루어진 것으로 드러나면서 초동수사가 부실했다는 지적도 일었다. 민주당은 검찰이 봐주기수사，검찰의 눈치를 보는 코드 맞추기 수사를 했다며 비판했고, 정두언은 조사대상자가 오히려 수사상황을 수시로 보고받았다는 얘기가 세간에 파다하다며 검찰을 질타하며 특검을 요구했다. 조선일보는 <'민간인 사찰' 수사, 아무 의혹 없는 듯 덮고 마는가>라는 제목의 사설에서 "수사의뢰한 내용에서 거의 한 발자국도 나아가지 못했다. 공직윤리지원관실이 애당초 무슨 연유로 민간인 김씨에 대한 조사에 착수했는지 그 배경을 밝히지 못했다."며 검찰의 부실수사 7가지를 조목조목 들며 비판했다. 동아일보도 <민간인 사찰 윗선 없다면 국민이 믿겠나>라는 제목의 사설에서 "한나라당 남경필 정두언 정태근 의원 등 여당 의원들까지 사찰을 했다는 의혹을 받는 사건의 ‘몸통’이 2급 공직윤리지원관이라면 이를 믿을 국민이 몇이나 되겠는가"라며 "이런 수사라면 야권의 특별검사제 도입이나 국정조사 요구 같은 정치공세를 피하기 어렵다."며 윗선개입 의혹을 제기했다.

## 의혹
박영준 국무차장이 개입되어 있다는 의혹이 제기되고 있다. 하지만 박영준은 개입 사실을 부인했다. 총리실 산하 기관이 청와대 민정수석실은 물론 총리실에도 보고하지 않은 점이 의혹으로 제기되며 공직윤리지원관실이 사조직처럼 움직인 정황도 드러났다.
박영준 국무차장은 공기업 임원들과 1주일에 한 번 씩 만난 것으로 드러났고, 정인철 비서관도 역시 공기업 임원들과 모임을 가져온 것으로 드러나면서 민주당은 인사 개입 의혹이 없었는지 조사해야 한다고 주장했다.
한나라당 친박계 이성헌 의원은 "영포목우회가 인사에 개입했다는 자료를 야당에 넘긴 사람은 국무총리실의 김유환 정무실장"이라는 내용을 폭로했다. 하지만 민주당과 김유환 모두 사실을 부인하면서, 김유환은 법적 대응에 들어가겠다고 했다.
민주당 전병헌 의원은 "청와대 모 비서관이 대기업에 압력을 행사해 유선기 전 선진국민연대 사무총장이 부회장으로 있는 한국콘텐츠산업협회에 수억 원의 기부금을 내도록 했다"는 제보가 있어 확인 중이라고 말했다.
이석현 민주당 의원은 청와대가 공직윤리지원관실의 불법 사찰에 관여했다는 의혹을 제기하였다.
11월 2일 청와대가 총리실의 공직윤리지원관실에 대포폰을 지급해준 것으로 드러나면서 몸통이 청와대가 아니냐는 의혹이 불거졌다. 공직윤리지원관실은 컴퓨터 하드디스크를 영구 삭제하기 위해 컴퓨터 전문 업체와 통화를 하다가 적발됐으나, 검찰은 이 사실을 은폐하면서 청와대에 대포폰을 반납해주기까지 했다. 민주당 박지원 원내대표는 "대포폰 사용은 주민등록법 위반과 사문서 위조 등에 해당하는 범법행위인데도 반성하지 않고 있다"라며 "청와대와 총리실이 이른바 '대포폰'을 사용한 것은 용납할 수 없는 문제로 민간인 사찰에 대한 국정조사나 특검이 필요하다"고 주장했다.
또한 대포폰 논란의 몸통이 청와대가 아니냐는 논란이 제기되며 김윤옥의 로비 의혹까지 불거지자 검찰이 갑자기 청목회 과정에서 불법 정치자금이 들어갔다는 정황에 대해 한나라당과, 민주당 의원실을 압수수색하고, 민주당 의원을 구속시켰다. 이에 대해 민주당은 "야당을 탄압하려는 의도", "대포폰 논란을 물타기 하려는 수사"라며 강력히 반발하며 전면전을 선포했다. 민주당은 "청목회 로비 의혹을 수사받을테니 청와대도 대포폰과 사찰의혹에 대해 국정조사를 수용하라"고 주장했다. 또한 정치자금법 개정안을 졸속처리한 의혹이 있다.

## 영향력
- 7월 8일, 총리실 산하 공직윤리지원관실은 조직 쇄신안을 개편한다고 밝혔다.[53]
- 11월 17일 이민화 기업호민관이 사퇴하였다.[54]
- 2011년 3월 정치자금법 개정안이 통과로 청목회 사건 수사의 문제[55]

## 해외 반응
미국 뉴욕타임스는 민간인 사찰을 한국판 워터게이트 사건이라고 비교하였다.

## 미디어
- MBC PD수첩 《민간인 사찰, 풀리지 않는 의혹》 2010년 12월 7일

## 같이 보기
- 국군보안사령부 민간인 사찰 사건